# 林丹
林丹（1983年10月14日—），中华人民共和国前羽毛球男运动员，福建省上杭人，客家人。最高排名世界第一位，因其球风凶悍、个性鲜明，于2004年全英赛击败丹麦选手彼得·盖德夺冠后，被对方称为“Super Dan”，从此「超级丹」便在广大球迷间流传开来。 林丹被公认为同时代实力最强的羽毛球运动员，被譽為羽毛球历史上最伟大的球员。林丹也是羽坛四大天王之一，他与马来西亚华裔球手李宗伟的多次对决也被誉为男单史上最高水準对决，被球迷称为「林李大战」。
林丹是首位蝉联奥运会羽毛球男单冠军的选手（2008年和2012年），也是羽毛球历史上唯一五度奪得世界羽毛球锦标赛男單冠軍的选手（2006年、2007年、2009年、2011年和2013年），他还六次夺得全英羽毛球公开锦标赛冠军（2004年、2006年、2007年、2009年、2012年和2016年），帮助中国国家羽毛球队六度夺取汤姆斯杯（2004年、2006年、2008年、2010年、2012年連續五屆，和2018年），以及先後五次捧起苏迪曼杯（2005年、2007年、2009年、2011年和2015年）。
2020年7月4日，在考慮健康因素下，林丹宣布退役，正式掛拍，結束其20年的國家隊選手生涯。

## 羽球生涯

### 童年至青年
林丹出生于福建省龙岩市上杭县临江镇。他5岁时开始学习羽毛球，1992年9月加入福建省体校。1995年，12岁的林丹在全国青少年比赛中夺得男子单打冠军，被解放军队看中，不久便进入八一体工大队，成为一名军人以及解放军代表队运动员。2000年10月，林丹进入中国国家羽毛球队。2001年，悉尼奥运会冠军吉新鹏退役做教练，奥运会铜牌得主夏煊泽因伤逐渐淡出主力阵容，新老交替的中国男单将林丹作为重点苗子进行培养。

### 2002-2004年 初露锋芒
2002年至2004年期间，林丹已经成长为一位在男子单打领域經常奪冠的球员，这一期间共摘得九项洲际比赛冠军。2003年7月31日。林丹第一次参加世锦赛，输给队友夏煊泽，止步八强。不久之后他便拿下了丹麦公开赛的冠军，从这时起林丹开始在国际赛场上很少输球。2004年開始，年仅20岁的林丹已经占据了世界排名第一的位置。他首先击败了丹麦名将彼得·盖德夺取了自己首个全英羽毛球公开锦标赛冠军。此后他持续着良好的表现，连续两次击败年长的队友，前世界头号选手夏煊泽，赢得了瑞士公开赛与丹麦公开赛桂冠。他又在德国公开赛和中国公开赛中击败队友鲍春来而夺冠。2004年3月，林丹从世界排名第60位蹿升到第1位，并将第一的头衔保持了两年多。2004年5月，林丹在汤姆斯杯中担当主力，一举击败垄断该项赛事长达5届的印度尼西亚队，帮助中国队时隔14年再度捧起汤杯。
2004年8月，在2004年雅典奥运会羽毛球男单比赛中，林丹遭受了他职业生涯最大的一次「滑铁卢」。以世界排名第一身份参赛的他，在首轮比赛中爆冷败于新加坡球手林羽峰。但是此役之后，林丹依然继续在各项国际赛事獲得佳績。

### 2005－2007年 连夺世界冠军
2005年，林丹在全英赛决赛中输给了队友陈宏，未能卫冕。5月，林丹和队友合作，将2003年被韩国队夺走的苏迪曼杯重新夺了回来。8月，林丹接近拿下自己首个世界冠军头衔，但在世界羽毛球锦标赛决赛中输给了印度尼西亚天才球手陶菲克。即便如此，他还是在公开赛方面势如破竹，接连赢取了德国公开赛、中国大师赛、日本公开赛、香港公开赛四项冠军头衔，并且称雄中国国内最重要的赛事十运会羽毛球比赛。值得一提的是，中国大师杯、香港公开赛和全运会这三项赛事林丹都是在决赛中击败队友鲍春来而获得的。同年12月，世界羽联恢复举办世界杯，林丹顺利闯入决赛并以2:0（21-14, 21-11）战胜雅典奥运会第四名泰国名将文萨·波萨那，夺取了他个人第一个世界冠军头衔。
2006年，林丹在全英赛中击败韩国好手李炫一第二度夺得该项赛事冠军  然后摧枯拉朽般的囊括了中华台北公开赛、澳门公开赛、香港公开赛与日本公开赛的冠军。同年9月，在马德里世锦赛决赛中，林丹在先输一局的情况下实现逆转，以2-1（18-21, 21-17, 21-12）再次击败队友鲍春来，首度加冕世界锦标赛冠军。同年10月，林丹在世界杯中苦战三局力克队友陈郁，蝉联冠军。在取得了一系列胜利后，林丹力压李宗伟重回世界排名第一。但是，在年底举办的多哈亚运会男单决赛中，林丹再次败于陶菲克，屈居亚军。
2007年年初，林丹在马来西亚公开赛的首轮战胜了老对手陶菲克，但在16强中，0-2（14-21、17-21）输给了韩国新星朴成奐。但是林丹很快就赢来了赛季的首个冠军，在韩国公开赛中他2-0（21-13, 21-12）力克队友陈金夺冠。此后他又连续拿下德国公开赛和全英赛的冠军。同年6月，林丹成为中国国家队的主力征战在苏格兰格拉斯哥举办的苏迪曼杯，中国队在决赛中3-0横扫老对手印度尼西亚蝉联冠军。随后，他又在中国大师赛上拿下马来西亚的李宗伟称冠。同年8月，林丹2-0（21-11、22-20）战胜印度尼西亚好手索尼·昆科罗，在吉隆坡世锦赛中卫冕成功。

### 2008年 摘得奥运金牌 实现大满贯
2008年，所有的运动员都在向北京奥运会看齐，林丹很早就锁定了一个奥运参赛资格，不必为奥运积分赛牵扯过多精力。所以赛季初的林丹显得较为慢热，首先放弃参加了马来西亚公开赛的机会，随后又于韩国公开赛决赛中1-2（21-4、21-23、23-25）输给了韩国名将李炫一，在这场比赛中林丹先以21-4轻松拿下首局，后被韩国逆转1-2失利（21-4、21-23、23-25），比赛临近结束时他还与韩国队中国籍教练李矛发生了口角上的摩擦，并被出示黄牌警告。在全英赛中他又输给了队友陈金，随后状态有所调整的林丹在瑞士公开赛中折桂。
在雅加达举办的2008年汤姆斯杯上，林丹在半决赛中输给了马来西亚名将李宗伟，但是依靠其他队友的出色发挥淘汰了马来西亚队晋级决赛。在决赛中林丹对阵韩国队的朴成奐，在先失一局的不利情况下连扳两局2-1（10-21、21-18、21-8）战胜对手，帮助中国队第二度蝉联该项赛事。林丹在汤姆斯杯成功卫冕后开始为北京奥运会进行封闭式训练，没有参加期间进行的世界羽联超级系列赛中新加坡和印度尼西亚的两站公开赛。6月，在为奥运会的一场热身赛泰国公开赛中，林丹力克本土好手文萨·波萨那夺取冠军。
在北京奥运会中，林丹无疑是本土最受欢迎的运动员之一。他的夺金之路从第二轮（32强）2-0（21-16、21-13 ）轻松拿下香港选手吴蔚开始；随后又在第三轮（16强）中摧枯拉朽般的2-0（21-11、21-8）淘汰韩国名将朴成奐；晋级四分之一决赛的林丹直落两局2-0（21-13、21-16）破灭了丹麦老将彼得·盖德的奥运奖牌梦；进入半决赛后遭遇了队友陈金，在一番胶着后林丹再次直落两局拿下对手（21-12、21-18）进军决赛；决赛面对李宗伟，本想是羽毛球世界排名第一与第二位高手之间一场势均力敌的对抗，但是决赛中却出现了一边倒的局面。林丹从一开始就压制了李宗伟的发挥，最终以2-0（21-12、21-8）大比分战胜对手，在未失一局的情况下成功加冕奥运冠军。林丹也由此成为羽毛球历史上首位赢得全英赛、世锦赛、世界杯和奥运金牌的球员。
在休整了四个多月后，林丹在2008年11月的中国公开赛上登场，参加他在后北京奥运会时期的首项赛事。他顺利杀入决赛并再次面对李宗伟，林丹干净利落的以2-0（21-18、21-9）轻松拿下对手赢得了奥运会后的首个冠军。11月，他闯入香港公开赛的决赛但是以1-2（9-21、21-9、17-21）败在队友陈金拍下。
尽管这一年中林丹只参加了5项世界羽联超级系列赛赛事，但是他依然挣足了参加在马来西亚沙巴哥打京那峇鲁举办的世界羽联超级系列赛总决赛资格的积分。但是由于中国队因冬训计划而整体缺席该项赛事，林丹也未能参加此项比赛。

### 2009-2010年 实现全满贯
2009年年初，林丹在以2-0（21-19、21-12）击败李宗伟后，例行公事般的再次拿到全英赛冠军，斩获該赛季的首座冠军，林丹就此实现了全英赛男单「四连冠」。但数周之后，他在巴塞尔进行的瑞士公开赛中被李宗伟复仇成功，被直落两局（21-16、21-16）击败。
2009年5月，林丹作为中国国家队主力以东道国身份出战广州苏迪曼杯，帮助中国队横扫所有对手实现苏杯「三连冠」。林丹赢得了出赛的每一场比赛的胜利，包括半决赛中2-0（21-16、21-16）击败老对手李宗伟，这也是林丹首次在团体赛中击败李宗伟。同年8月，林丹成为羽毛球坛首位连续夺得三届世锦赛冠军的球员，他在印度海得拉巴世锦赛中用时45分钟2-0（21-18、21-16）击败队友陈金夺冠。之后，林丹又获得了第十一届全运会羽毛球比賽男单冠军和三站世界羽联超级赛冠军（中国大师赛、法国超级赛和中国超级赛）。
2010年，在错过了马来西亚公开赛与韩国公开赛后，林丹又以全英赛作为自己赛季的开始，但是他在四分之一决赛中输给了队友鲍春来未能实现五连冠。一周后，林丹参加了瑞士大奖赛，但是未能取得佳绩，他在四分之一决赛中败于丹麦老将彼得·盖德拍下。同年4月，林丹在印度新德里举办的亚洲锦标赛中有所斩获，在2-0（21-17、21-15）力克队友王睁茗后夺冠，这是他获得的首枚亚锦赛金牌。一个月后，林丹代表中国国家队参加了在吉隆坡举办的汤姆斯杯，比赛中两度战胜韩国名将朴成奐。半决赛中林丹又以2-0（21-17、21-8）干净利落地拿下迎战的马来西亚头号球手李宗伟，接着在决赛中2-0（21-7、21-14）轻取状态下滑的陶菲克，帮助中国国家队击败印度尼西亚队连续第四度捧起汤姆斯杯，实现汤杯「四连冠」。同年8月，三届世锦赛冠军林丹在法国巴黎的世界羽毛球锦标赛中未能有所表现，在四分之一决赛中0-2（13-21、13-21）败于老对手韩国名将朴成奐，未能再次卫冕，世锦赛19连胜的记录也戛然而止。世锦赛后，林丹调整了状态，在9月份夺得了中国大师赛冠军，这也是他在本賽季唯一的超级系列赛冠军。
2010年11月，林丹在广州亚运会男子团体比赛中2-0轻取中国香港的胡赟与印度尼西亚头号陶菲克，2比1逆转战胜韩国名将朴成奐，帮助中国国家队蝉联团体冠军。在男子单打比赛中，林丹轻松晋级半决赛并以2-0（21-14、21-10）零封朴成奐，决赛上2-1（21-13、15-21、21-10）力挫李宗伟，林丹在成为亚运会男子单打冠军的同时，也成为了羽毛球运动历史上第一位集奥运冠军、世锦赛冠军、世界杯冠军、亚运会冠军、亚锦赛冠军、全英赛冠军以及多座世界羽联超级系列赛冠军于一身的「全满贯」球员。2010年11月26日，林丹还获得广州亚运会最有价值运动员称号。

### 2011-2012 伦敦奥运成功卫冕 实现双圈大满贯

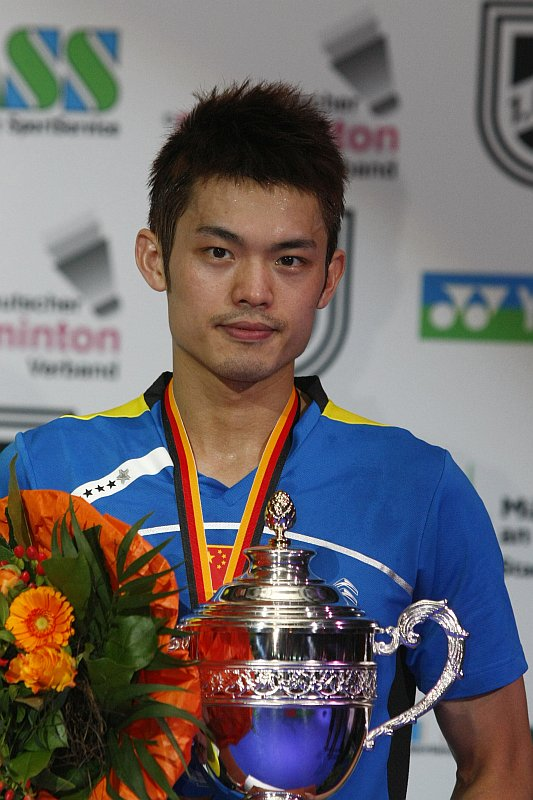
林丹于2011年德国公开赛上夺冠

林丹表示，他现在的目标就是要在2012年伦敦奥运会有所表现。2011年1月30日，林丹在韩国公开赛中激战三局以2-1击败李宗伟（21-19、14-21、21-16）赢得了他在2011年的首个世界羽联超级系列赛的冠军头衔。之后林丹又参加了德国羽毛球黄金大奖赛,一路过关斩将并最终获得冠军.2011年3月14日，在全英羽毛球公开锦标赛决赛中，李宗伟直落兩局（21-17、21-17）击败了林丹，也破灭了林丹实现全英賽五连冠的梦想。
2011年6月，林丹在新加坡羽毛球超級賽连胜孙完虎、简·奥·约根森、西蒙·桑托索和彼得·盖德，卻在決賽進行之前，宣布因身体不适而棄權；隊友陈金不戰而勝奪得冠軍，全场观众旋即報以嘘声。事後，中国队主教练李永波拿出医生纸证明林丹沒有「装病」，他在到新加坡的第一天就已得了肠胃炎。然而，輿論均質疑林丹退赛是为让陈金得到更多積分；因若然中国队想拿到伦敦奥运会羽毛球男单项目的3个名额，必须確保三名球手排在前四名；而林丹在近半年來深陷「退赛风波」之中，已先後在中国、香港、马来西亚和新加坡四站的超级赛中退賽，外界难免产生猜测。
2011年8月，林丹以2号种子身份出战伦敦举行的世锦赛，先后淘汰李炫一、佐佐木翔及彼得·盖德等名将，决赛面对状态出色且全年仅尝一败的李宗伟。该次男单决赛普遍被视为羽坛的又一次「颠峰对决」。最终，林丹在先失一局的情况下以2-1（20-22、21-14、23-21）反胜李宗伟，历史性地第四度获得了世锦赛冠军。

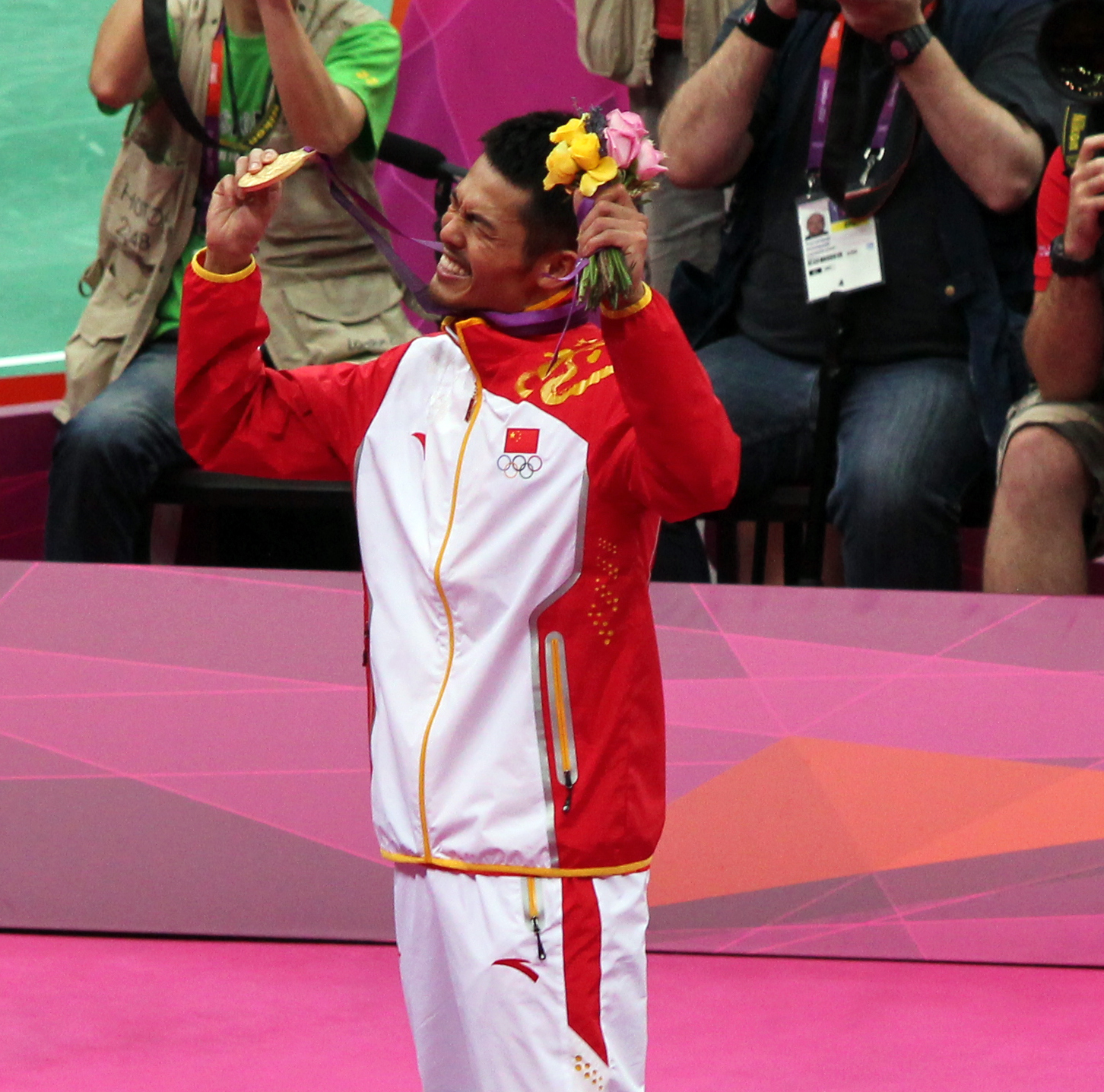
林丹在伦敦奥运会成功卫冕男單金牌

在2011年11月20日举行的香港羽毛球超级赛半决赛中，林丹以2-0轻取李宗伟（21-16、21-14），终结了其连续15次挺进单打决赛的纪录。在随后的决赛中，林丹仅用时半小时就以2-0速胜陈金（21-12、21-19），第五次夺得香港公開賽冠军。一周後，林丹再一次在中國首要超級賽男單準決賽中淘汰頭號種子李宗伟，更在決賽擊敗隊友諶龍，連續兩站贏得超級系列賽冠軍，亦成為首位五奪中國公開賽的選手。
2011年12月，林丹转战柳州，参加其首次进入的世界羽联超级系列赛总决赛。在首三日进行的小组赛中，他先后击败了谌龙、田儿贤一及陶菲克，以全胜姿态晋身准决赛；其后再轻取彼得·盖德和谌龙，一举勇夺冠军，成功实现「超级全满贯」。
2012年7月29日，林丹开始了他的伦敦奥运会卫冕之路，在小组赛中2-0轻取爱尔兰选手斯科特·埃文斯晋级16强；在16强中林丹又直落两局，以2-0（21-9、21-12）横扫前奥运冠军印尼的陶菲克；。 1/4决赛中林丹苦战三局，以2-1（21-12、16-21、21-16）淘汰了日本名将佐佐木翔。半决赛中，林丹又以一个2-0（21-12、21-10）轻松拿下韩国好手李铉一，再次晋级奥运会男单决赛。
决赛中林丹苦战三局，以2-1（15-21、21-10、21-19）最终逆转击败了马来西亚的李宗伟，成为首位在奥运会羽毛球男子单打项目中实现卫冕的运动员。

### 2013至今 世錦賽五度封王 实现双圈全满贯
奧運結束後，林丹宣布休假半年，並在2013年4月亞洲錦標賽再度亮相國際賽場。沒有種子編號的他成功躋身八強，但卻因肩伤遺憾退賽，保送隊友王睁茗晉級準決賽。
2013年世界羽毛球錦標賽，休整長達一年，世界排名已跌至286名的林丹以外卡選手身份出戰，最終殺入男單決賽。決賽中，林丹和老對手李宗偉再度相逢。在首局16-21告負後，林丹在第二局以21-13將比分扳平。決勝局，李宗偉在17-20落後時，因腿部抽筋宣佈退賽，從而讓林丹創造了世錦賽五冠的紀錄。
2014年9月，林丹在仁川亚运会羽毛球男单决赛上战胜谌龙，获得仁川亚运会羽毛球男单金牌，实现双圈全满贯。
2015年8月，林丹參加印尼雅加達舉行的世界羽毛球錦標賽，以5號種子身分出戰男子單打項目。他先在首圈以輕取美國的萨塔瓦特·庞拉尔莱特，次圈又以2比0橫掃巴西的丹尼尔·帕约拉晉級；第三圈面對14號種子、丹麥的汉斯-克里斯蒂安·维汀哈斯，亦以2比0（21-9、21-13）輕鬆勝出；但至半準決賽面對另一位丹麥選手，位列2號種子的简·奥·约根森，就以0比2（12-21、15-21）落敗，8強止步。賽後，林丹表示自己在开局时没有做的很好，所以很难稳定下来，加上旁边进行的印尼男双比赛，让现场观众非常吵，让他无法在比赛中和教练沟通，以致落敗；對於无法和李宗伟在半决赛交手感到遗憾。
2016年夏季奥运会上林丹与李宗伟羽毛球男单首场半决赛的对阵为一大看点，林丹欲挑战赛奥运三连冠，而李宗伟则向他的奥运首金發起挑战，这场比赛也是他们二人第37次“大战”。这场比赛林丹拿下了首局的胜利，但在第二局时林丹受到李宗伟下压并多次出现失误而大比分落后，暂停后林丹尽力缩小差距但最终不敌李宗伟而输掉第二局。决胜局上比赛斗争更加激烈，并多次出现平局。多拍拉锯后李宗伟以（20-17）获得了赛点，并在三个赛点后再次打出平局。在最后李宗伟22-20战胜林丹（21-15、11-21、20-22）。
在接下来的男子单打铜牌赛上遇到丹麦小将安賽龍，林丹虽先胜一局但在后两局被安賽龍扳回，最终安賽龍以17-21取得铜牌（21-15、10-21、17-21）而林丹无缘奖牌。
2017年8月，林丹参加在格拉斯哥举行的世界羽毛球锦标赛，在冠亚军争夺战中以0比2败于安賽龍，获得银牌。
9月，林丹在中华人民共和国第十三届全国运动会的羽毛球赛事男单決賽，以2比0（21-12、21-13）擊敗石宇奇，成功卫冕，並成为中国大陆全运会史上第一位实现羽毛球男单项目四连冠的選手。

### 退役
2020年7月4日，林丹发文宣布正式退出国家队。

## 技术特点
林丹的技术特点是拉吊突击，启动速度快、爆发力超强。网前小球处理水平近年来进步不少，不逊於以网前技术驰名的陶菲克或盖德，头顶滑板吊球也是不可小看的，爆发力极强的他鱼躍式救球也是他的强项，但主要特长在于后场突击凶狠，进攻能力强，在球路的变化上有独到之处。大力扣杀，大角度的劈吊是其最大的杀手锏，林丹的变速突击打法更是推动了羽毛球运动的又一次技术革命。
隨著年紀漸大，林丹改變了原來的打法以延长运动寿命，更强调技术流和控制流，以更聪明、有效率的方式赢球。他曾表示：“我觉得盖德真的非常了不起，35岁了还能够让我拿出这样的状态去胜他，也是我下一个学习目标。”林丹現時以拉吊四方球、网前小球缠斗，多拍拉锯相持，假动作反复变换為主。李永波也肯定林丹的表现，“林丹对羽毛球的理解比现在年轻球员要高，处理球更合理，如今随着年龄增长，凭借球的质量获胜，尽管训练不系统，还是用经验控制比赛。”

## 个人生活

### 运动以外的生活
对于性格相对低调内敛的中国运动员而言，林丹是中国体坛个性运动员的代表人物。英国路透社形容他有着时髦的发型，暴躁的脾气与知名的女友。
美国《纽约时报》曾用一组排比句来形容林丹：他是一个运动员、是一位名人、是中国人民解放军战士，他闪耀在广告界，拍摄超酷的照片，撰写自己的博客，位列中国最著名的十名运动员之中。林丹表示他很幸运自身有着这样多样的身份，并说道能让自己的一生丰富多样、尝试不同身份和能坚持做自己喜欢的事情是难得而又幸福的。其首部自传《直到世界尽头》于其在伦敦奥运会成功卫冕后出版。
林丹闲暇时间喜欢唱歌，尤其崇拜香港著名歌手张学友，他曾多次出席由赞助商或是公益机构所举办的音乐会并在舞台上献唱，在闻讯张学友宣布淡出歌坛后林丹抱憾接受这一现实。

### 婚姻與家庭
林丹的妻子是年长他两岁的中国女羽名将谢杏芳，两人相恋于2003年，2007年全英赛中公开恋情，并于2010年12月13日在广州领取结婚证。谢杏芳也是中国杰出的羽毛球女子单打选手，曾获得北京奥运会女单亚军。
2016年11月4日，林丹妻子谢杏芳产下一子。2016年11月17日上午，林丹被曝出轨趙雅淇，他在微博承认外遇并道歉，表示自己的行为伤害了家人，也不想做过多辩解。

### 紋身
林丹拥有五个紋身，这也给他带来了争议。最大的紋身为位于左大臂的十字架，林丹为向基督徒祖母致敬而纹。因为林丹的军人身份，大图案的十字架紋身是最有争议的。中国大陆基督教界人士同样发出了林丹是否是基督徒的疑问。其左小臂纹有五颗星，表明他已赢得大满贯。右大臂纹有英文，为动画灌篮高手主题曲《世界が終るまでは…》（直至世界尽头）的英文译名。右小臂有双字母“F”，代表妻子谢杏芳的小名“芳芳”，他的拼音首字母LD则纹在后脖子。

### 落户北京
2015年，林丹转业离开八一队。由於已经在北京生活了十几年，父母和妻子的生活重心也在這裡，林丹選擇在退伍後落户北京。他在2016年羽毛球全国锦标赛团体赛首次代表北京队出战。

## 爭議事件

### 韓國口角風波
在2008年1月舉行的2008年韓國羽毛球超級賽決賽上，由林丹與李炫一進行對決，進行到在第三局21-21時，李炫一的殺球被邊線裁判判定為界內，而林丹則因為認為出界而上前與主裁判申訴。由於比賽在關鍵時刻，加上該場比賽已有多次被認定為錯判的紀錄，林丹便與主裁判爭論，當時在韓國擔任教練的李矛上前與林丹發生口角衝突，林丹甚至向李矛扔出球拍，之後中國隊教練鍾波也與李矛發生拉扯。最後，捷克籍主裁判仍維持該球判決，並向林丹發出黃牌警告，該局最後則由李炫一以25-23獲勝，獲得該場比賽勝利。
事後，林丹在自傳裡提到，當時會發生衝突是因為李矛上前對他說「前面都判給你，憑什麼這個也判給你」的言語刺激，加上自己認為李矛也是中國人，卻比韓國人還激動而無法接受，加上自己也不夠冷靜才會把球拍扔出去。李矛則表示他覺得林丹該場比賽多次抗議對裁判非常不尊重，而上前向林丹示意，並沒有言語攻擊對方，並表示當時兩人談話的時間非常短暫，且場邊十分嘈雜，雙方根本就聽不到對方講話的內容。

### 拳打教練事件
2008年4月8日，中國隊舉行一場隊內賽，將隊員分成兩組進行團體賽，林丹因為教練搞錯雙方的名單而與教練吉新鵬產生口角。4月10日，一家深圳媒體《晶報》報導稱林丹在隊內比賽揮拳攻擊吉新鵬，最後被其他隊員勸阻。林丹在媒體報導後發表聲明沒有打人，也不可能去打教練，並表示報導傷害個人及國家隊形象，將保留法律追究的權利，而吉新鵬僅稱「此事隊裡不表態，我不會說什麼。」。4月11日，吉新鵬在個人博客正式回應，表示林丹已經為此事道歉，为了国家利益、队伍安定团结，不希望影响备战奥运，这件事情已经过去了。之後林丹在面對記者採訪時，表示不理解吉新鵬為何事發之後都沒現身，且直到第二天才做出回應，給予媒體遐想和炒作的空間。
2008年10月，在中國隊公布的國家隊教練名單內並未有吉新鵬，總教練李永波說明因為吉暫時不想做教練，想靜下心把一些事情處理完再做選擇。林丹在自傳提及此事時，說明最後事件調查結果是吉新鵬在當晚曾與家人談到此事，並被不知情的媒體得知，導致一件小事被鬧大，而吉新鵬最後也因為失去隊員信任而選擇離去。

## 主要对手

### 李宗伟

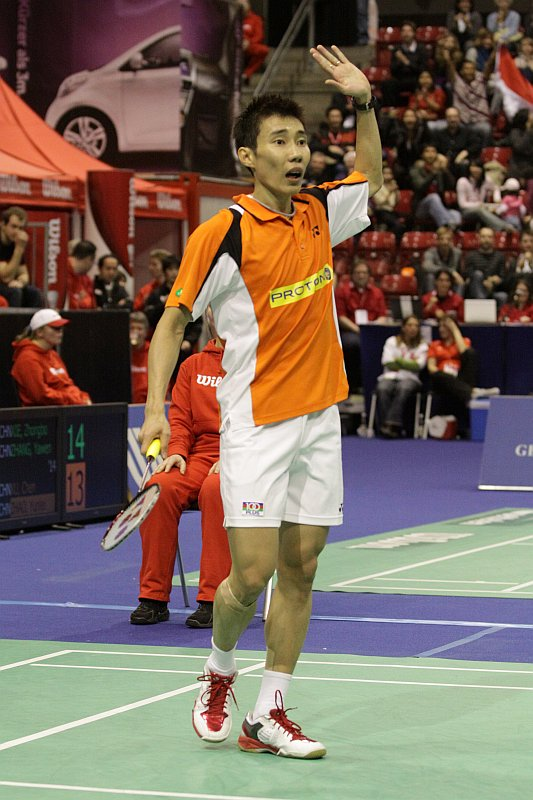
马来西亚羽毛球运动员李宗伟

马来西亚羽坛名将李宗伟是林丹的主要对手之一，2008年8月首次到达世界羽联世界排名第一的位置。李宗伟的技术十分全面，网前技术比林丹细腻，防守能力比较出色，灵活的步伐和对球落点的判断准。打法特点是突击爆发力好，变速能力强，头顶杀对角具有很大的威胁。
2005年7月10日，两人在马来西亚公开赛中首次相遇，最终李宗伟战胜了林丹。随后林丹在同年12月与翌年1月连续两次在香港锦标赛与全英赛中拿下李宗伟，并在2006年度连续三次战胜李宗伟。在2007年6月举行的苏迪曼杯与2008年5月举办的汤姆斯杯赛中，李宗伟代表马来西亚国家队两次战胜了林丹，但是中国国家队的其他球手均发挥出色，两次都淘汰了马来西亚队。两人最重要的一场遭遇战出现了2008年北京奥运会的羽毛球男子单打决赛中，林丹出人意料的以2-0轻松取胜，两年之后的广州亚运会上林丹再次战胜了李宗伟。林丹和李宗伟过往一共有33次交锋，林丹24胜9负占据绝对优势。
在2012年的全英羽毛球公開賽中，李宗偉在第2局比數2:6落後林丹時因肩傷自動退出比賽，令林丹五度贏得全英的冠軍。
在伦敦奥运会结束一年来，李宗伟一直保持最高狀態，世界排名長踞第一位；但林丹則鲜有出席国际赛，世界排名更跌至286位。2013年世界羽毛球錦標賽前，世界羽联破例向林丹发出外卡，讓他得以参加本次世锦赛，亦使「林李大戰」得以再次在男單決賽上演。李宗伟在決賽首局表現積極，最後以21-16反超對手，先取一局；林丹第二局先发制人，一度领先至11-1，最後以21-13扳回一局。及至决胜局，雙方爭持激烈，比分相當緊湊，但李宗伟戰至局末腿部开始抽筋，須请求医疗暂停；直到比分20-17时，李宗伟再次蹲在场上，最终無奈弃權，並由擔架抬出场地。林丹获得冠军，成为世锦赛历史上首位第五次获得男单冠军的选手。
2016年8月广州日报对林丹与李宗伟之间的比赛发文称“对他们这对老对手来说，胜亦为王，败亦为王”，虽然李宗伟多次输给了林丹但没有人能够忽视李宗伟的实力，他们间的比赛都很有看点。

### 朴成奐
韩国羽毛球运动员朴成奐是林丹的另外一名主要对手，他身材高大、体能充沛，攻防照顾面积大，相持不惜体力，有着很好的先天条件。林丹以往对阵朴成奐胜多负少，但是在2007年双方的前5次交锋中里林丹2胜3负处于下风，朴成奐也因此赢得了「林丹克星」的美名。朴成奐在2004、2007年大马公开赛和2007年中国公开赛都曾将林丹斩于拍下，特别是2007年中国公开赛首轮，林丹苦战三局1-2遭朴成奐逆转，这也是林丹自2004年雅典奥运会以来，第一次首轮即遭淘汰。此后在2008、2009赛季中，林丹对朴成奐保持全胜战绩。2010年，在巴黎羽毛球锦标赛上，朴成奐改用防反打法限制了林丹的发挥并以2-0取胜，破灭了林丹四连冠的愿望。近年来，虽然林丹对朴成奐战绩明显占优，但每次碰面也都不轻松。目前双方共交手17次，林丹以13胜4负保持着压倒性优势。

### 陶菲克

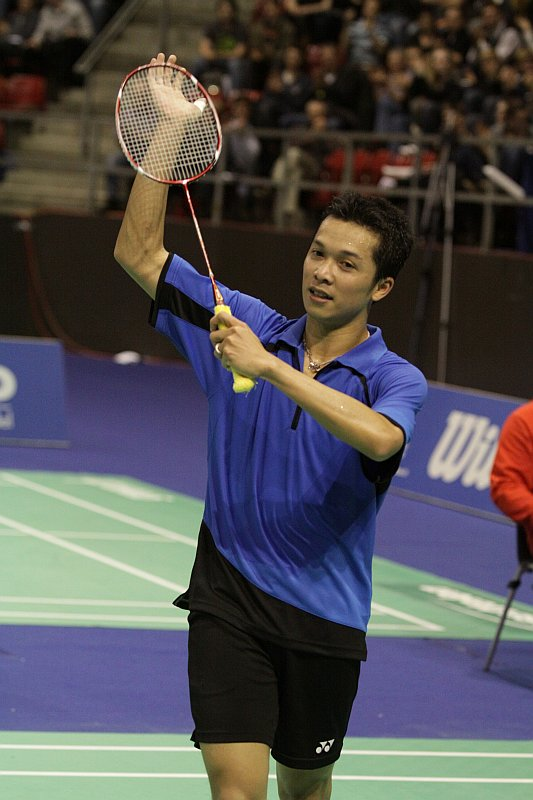
印度尼西亚羽毛球运动员陶菲克

印度尼西亚羽毛球「神童」陶菲克是羽球界公认的天才球员，以其爐火純青的反手擊球著稱，是羽毛球历史上首位集奥运会、世锦赛、亚运会三金于一身的「大满贯」选手。双方共交手23次，林丹以18胜5负占据绝对优势。2006年之前的六次交锋中正值当打之年的陶菲克以4胜2负占据优势，2005年8月的世锦赛决赛中，正是陶菲克在2-0轻松拿下林丹后成就了自己职业生涯的「大满贯」， 但在2005年之后陶菲克的状态就开始一路下坡。2006年、林丹连续5次战胜了陶菲克，但在同年12月的多哈亚运会中陶菲克2-0击败了林丹，这也是陶菲克迄今为止最后一次战胜林丹，此役之后的11次交锋中林丹保持全胜，进入职业生涯末期的陶菲克已经很难在林丹身上求得一胜。

### 鲍春来
鲍春来是林丹的国家队队友，也是中国羽毛球另一位具有顶尖水准的球员，两人属同龄并且是一起从中国国家青年队升入中国国家队的同室好友。相对于林丹，鲍春来出道更早、天赋更好。在2000年广州举行的世青赛半决赛中曾淘汰林丹并最终夺取世青赛冠军，此后又连续三次击败林丹，并在内部竞争中力压林丹取得参加2003年苏迪曼杯的资格。但是自2003年起，林丹就开始在与鲍春来的对阵中逐渐占据上风。从2003年到2006年世锦赛期间，林丹八次击败鲍春来。在近年来，林丹依旧对鲍春来保持着很高的胜率。许多专家认为，鲍春来的温和个性与不佳的心态是他无法在与林丹的对决中占据上风的主要原因。截至2011年9月，在国际赛场上双方共有26次交手纪录，林丹以20胜6负的战绩占据绝对优势。

### 主要對賽紀錄
林丹與主要對手的對賽成績如下（只列出對賽八次或以上對手，截至2024年7月16日）：
中國隊隊員
| 對手   | 對賽次數 | 勝 - 負 | 總計 |
| ------ | -------- | ------- | ---- |
| 鲍春来 | 26       | 20 - 6  | +14  |
| 陈金   | 19       | 14 - 5  | +9   |
| 陈宏   | 10       | 5 - 5   | 0    |
| 諶龍   | 16       | 9 - 7   | +2   |
| 夏煊泽 | 9        | 5 - 4   | +1   |

其他選手
| 對手          | 對賽次數 | 勝 - 負 | 總計 |
| ------------- | -------- | ------- | ---- |
| 李宗伟        | 41       | 29 - 12 | +17  |
| 陶菲克        | 23       | 18 - 5  | +13  |
| 彼得·盖德     | 22       | 19 - 3  | +16  |
| 李炫一        | 20       | 16 - 4  | +12  |
| 朴成奐        | 19       | 15 - 4  | +11  |
| 孙完虎        | 16       | 13 - 3  | +10  |
| 佐佐木翔      | 15       | 14 - 1  | +13  |
| 西蒙·桑托索   | 12       | 11 - 1  | +10  |
| 文萨·波萨那   | 11       | 10 - 1  | +9   |
| 索尼·昆科罗   | 15       | 12 - 3  | +9   |
| 簡·奧·約根森  | 15       | 9 - 6   | +3   |
| 哈菲兹·哈希姆 | 9        | 9 - 0   | +9   |
| 罗斯林·哈欣   | 8        | 8 - 0   | +8   |
| 黄综翰        | 8        | 8 - 0   | +8   |
| 肯尼斯·喬納森 | 8        | 8 - 0   | +8   |
| 罗纳德·苏西洛 | 8        | 6 - 2   | +4   |

## 所获荣誉

### 世界冠军头衔
- 林丹共计夺得20项羽毛球世界冠军头衔。

| 次数 | 賽事     | 夺冠时间                           |
| ---- | -------- | ---------------------------------- |
| 2次  | 奥运会   | 2008, 2012                         |
| 5次  | 世锦赛   | 2006, 2007, 2009, 2011, 2013       |
| 2次  | 世界杯   | 2005, 2006                         |
| 6次  | 汤姆斯杯 | 2004, 2006, 2008, 2010, 2012, 2018 |
| 5次  | 苏迪曼杯 | 2005, 2007, 2009, 2011, 2015       |

### 羽毛球超级全满贯
| 次數 | 国际賽事全满贯 | 日期                               | 连冠   |
| ---- | -------------- | ---------------------------------- | ------ |
| 2    | 奥运会         | 2008, 2012                         | 两连冠 |
| 5    | 世锦赛         | 2006, 2007, 2009, 2011, 2013       | 三连冠 |
| 2    | 世界杯         | 2005, 2006                         | 两连冠 |
| 1    | 总决赛         | 2011                               |        |
| 6    | 全英赛         | 2004, 2006, 2007, 2009, 2012, 2016 | 两连冠 |
| 6    | 汤姆斯杯       | 2004, 2006, 2008, 2010, 2012, 2018 | 五连冠 |
| 5    | 苏迪曼杯       | 2005, 2007, 2009, 2011, 2015       | 四连冠 |

| 次數 | 亚洲賽事全满贯 | 日期                   | 连冠       |
| ---- | -------------- | ---------------------- | ---------- |
| 2    | 亚运会         | 2010, 2014             | 两连冠     |
| 2    | 亚运会男团     | 2006, 2010             | 两连冠     |
| 4    | 亚锦赛         | 2010, 2011, 2014, 2015 | 两连冠两次 |
| 1    | 东亚会男团     | 2009                   |            |

| 次數 | 中国賽事全满贯 | 日期                   | 连冠   |
| ---- | -------------- | ---------------------- | ------ |
| 4    | 全运会         | 2005, 2009, 2013, 2017 | 四连冠 |
| 1    | 全运会男团     | 2017                   |        |
| 1    | 全国羽锦赛     | 2004                   |        |
| 1    | 全国羽锦赛男团 | 2016                   |        |
| 1    | 城运会         | 2003                   |        |
| 1    | 城运会男团     | 2003                   |        |

### 男子团体冠军头衔
- 截止到退役，林丹共计夺得18项羽毛球男子团体冠军，其中国际级赛事11项、亚洲级赛事4项、全国级赛事3项。

| 次序 | 日期       | 类别 | 賽事             | 場地             |
| ---- | ---------- | ---- | ---------------- | ---------------- |
| 1.   | 2003.10.21 | 全国 | 第5届城运会男团  | 中国长沙         |
| 2.   | 2004.5.16  | 国际 | 第23届汤姆斯杯   | 印度尼西亚雅加达 |
| 3.   | 2005.5.15  | 国际 | 第9届苏迪曼杯    | 中国北京         |
| 4.   | 2006.5.7   | 国际 | 第24届汤姆斯杯   | 日本仙台和东京   |
| 5.   | 2006.12.10 | 亚洲 | 第15届亚运会男团 | 卡塔尔多哈       |
| 6.   | 2007.6.17  | 国际 | 第10届苏迪曼杯   | 苏格兰格拉斯哥   |
| 7.   | 2008.5.11  | 国际 | 第25届汤姆斯杯   | 印度尼西亚雅加达 |
| 8.   | 2009.5.17  | 国际 | 第11届苏迪曼杯   | 中国广州         |
| 9.   | 2009.12.11 | 东亚 | 第5届东亚会男团  | 中国香港         |
| 10.  | 2010.5.16  | 国际 | 第26届汤姆斯杯   | 马来西亚吉隆坡   |
| 11.  | 2010.11.21 | 亚洲 | 第16届亚运会男团 | 中国广州         |
| 12.  | 2011.5.29  | 国际 | 第12届苏迪曼杯   | 中国青岛         |
| 13.  | 2012.5.27  | 国际 | 第27届汤姆斯杯   | 中国武汉         |
| 14.  | 2015.5.17  | 国际 | 第14届苏迪曼杯   | 中国东莞         |
| 15.  | 2016.10.13 | 全国 | 全国羽锦赛男团   | 中国佛山         |
| 16.  | 2017.9.3   | 全国 | 第13届全运会男团 | 中国天津         |
| 17.  | 2018.5.27  | 国际 | 第30届汤姆斯杯   | 泰国曼谷         |
| 18.  | 2018.8.23  | 亚洲 | 第18届亚运会男团 | 印尼雅加达       |

### 男子单打头衔统计
| 类型                 | 冠军                                                | 亚军                                 |
| -------------------- | --------------------------------------------------- | ------------------------------------ |
| 中国                 | 6（03城运会，04全国羽锦赛，05&09&13&17全运会）      | 1（01全运会）                        |
| 亚洲                 | 6（10&14亚运会，10&11&14&15亚锦赛）                 | 4（01&17亚锦赛，06亚运会，09东亚会） |
| 世界                 | 9（08&12奥运会，06&07&09&11&13世锦赛，05&06世界杯） | 2（05&17世锦赛）                     |
| 国际级赛事（公开赛） | 51（详情如下）                                      | 19（详情如下）                       |

## 主要比賽成績
===2011年–2020年===
只列出曾進入準決賽的國際賽事成績：
| 年份   | 賽事                     | 公開賽級別 | 項目     | 成績   |
| ------ | ------------------------ | ---------- | -------- | ------ |
| 2011年 | 韓國羽毛球首要超級賽     | 首要超級賽 | 男子單打 | 冠軍   |
| 2011年 | 德國羽毛球黃金大獎賽     | 黃金大獎賽 | 男子單打 | 冠軍   |
| 2011年 | 全英羽毛球首要超級賽     | 首要超級賽 | 男子單打 | 亞軍   |
| 2011年 | 亞洲羽毛球錦標賽         | 其他       | 男子單打 | 金牌   |
| 2011年 | 蘇迪曼盃                 | 其他       | 混合團體 | 金牌   |
| 2011年 | 新加坡羽毛球超級賽       | 超級賽     | 男子單打 | 亞軍   |
| 2011年 | 世界羽毛球錦標賽         | 其他       | 男子單打 | 金牌   |
| 2011年 | 中國羽毛球大師賽         | 超級賽     | 男子單打 | 準決賽 |
| 2011年 | 法國羽毛球超級賽         | 超級賽     | 男子單打 | 準決賽 |
| 2011年 | 日本羽毛球超級賽         | 超級賽     | 男子單打 | 準決賽 |
| 2011年 | 香港羽毛球超級賽         | 超級賽     | 男子單打 | 冠軍   |
| 2011年 | 中國羽毛球首要超級賽     | 首要超級賽 | 男子單打 | 冠軍   |
| 2011年 | 世界羽聯超級系列賽總決賽 | 首要超級賽 | 男子單打 | 冠軍   |
| 2012年 | 韓國羽毛球首要超級賽     | 首要超級賽 | 男子單打 | 亞軍   |
| 2012年 | 德國羽毛球黃金大獎賽     | 黃金大獎賽 | 男子單打 | 冠軍   |
| 2012年 | 全英羽毛球首要超級賽     | 首要超級賽 | 男子單打 | 冠軍   |
| 2012年 | 亞洲羽毛球錦標賽         | 其他       | 男子單打 | 銅牌   |
| 2012年 | 湯姆斯盃                 | 其他       | 男子團體 | 金牌   |
| 2012年 | 泰國羽毛球黃金大獎賽     | 黃金大獎賽 | 男子單打 | 準決賽 |
| 2012年 | 奧林匹克運動會羽毛球比賽 | 其他       | 男子單打 | 金牌   |
| 2013年 | 世界羽毛球錦標賽         | 其他       | 男子單打 | 金牌   |
| 2014年 | 中國羽毛球大師賽         | 黃金大獎賽 | 男子單打 | 冠軍   |
| 2014年 | 亞洲羽毛球錦標賽         | 其他       | 男子單打 | 金牌   |
| 2014年 | 湯姆斯盃                 | 其他       | 男子團體 | 銅牌   |
| 2014年 | 澳洲羽毛球超級賽         | 超級賽     | 男子單打 | 冠軍   |
| 2014年 | 中華台北羽毛球黃金大獎賽 | 黃金大獎賽 | 男子單打 | 冠軍   |
| 2014年 | 亞洲運動會羽毛球比賽     | 其他       | 男子團體 | 銀牌   |
| 2014年 | 亞洲運動會羽毛球比賽     | 其他       | 男子單打 | 金牌   |
| 2014年 | 中國羽毛球首要超級賽     | 首要超級賽 | 男子單打 | 亞軍   |
| 2015年 | 全英羽毛球首要超級賽     | 首要超級賽 | 男子單打 | 準決賽 |
| 2015年 | 馬來西亞羽毛球首要超級賽 | 首要超級賽 | 男子單打 | 亞軍   |
| 2015年 | 亞洲羽毛球錦標賽         | 其他       | 男子單打 | 金牌   |
| 2015年 | 蘇迪曼盃                 | 其他       | 混合團體 | 金牌   |
| 2015年 | 中華台北羽毛球黃金大獎賽 | 黃金大獎賽 | 男子單打 | 準決賽 |
| 2015年 | 日本羽毛球超級賽         | 超級賽     | 男子單打 | 冠軍   |
| 2015年 | 中國羽毛球首要超級賽     | 首要超級賽 | 男子單打 | 準決賽 |
| 2015年 | 巴西羽毛球大獎賽         | 大獎賽     | 男子單打 | 冠軍   |
| 2016年 | 德國羽毛球黃金大獎賽     | 黃金大獎賽 | 男子單打 | 冠軍   |
| 2016年 | 全英羽毛球首要超級賽     | 首要超級賽 | 男子單打 | 冠軍   |
| 2016年 | 新加坡羽毛球超級賽       | 超級賽     | 男子單打 | 準決賽 |
| 2016年 | 中國羽毛球大師賽         | 黃金大獎賽 | 男子單打 | 冠軍   |
| 2016年 | 奧林匹克運動會羽毛球比賽 | 其他       | 男子單打 | 第四名 |
| 2017年 | 全英羽毛球首要超級賽     | 首要超級賽 | 男子單打 | 準決賽 |
| 2017年 | 瑞士羽毛球黃金大獎賽     | 黃金大獎賽 | 男子單打 | 冠軍   |
| 2017年 | 馬來西亞羽毛球首要超級賽 | 首要超級賽 | 男子單打 | 冠軍   |
| 2017年 | 中國羽毛球大師賽         | 黃金大獎賽 | 男子單打 | 準決賽 |
| 2017年 | 亞洲羽毛球錦標賽         | 其他       | 男子單打 | 銀牌   |
| 2017年 | 蘇迪曼盃                 | 其他       | 混合團體 | 銀牌   |
| 2017年 | 世界羽毛球錦標賽         | 其他       | 男子單打 | 銀牌   |
| 2018年 | 全英羽毛球公開賽         | 超級1000賽 | 男子單打 | 亞軍   |
| 2018年 | 紐西蘭羽毛球公開賽       | 超級300賽  | 男子單打 | 冠軍   |
| 2018年 | 湯姆斯盃                 | 其他       | 男子團體 | 金牌   |
| 2018年 | 亞洲運動會羽毛球比賽     | 其他       | 男子團體 | 金牌   |
| 2019年 | 泰國羽毛球大師賽         | 超級300賽  | 男子單打 | 亞軍   |
| 2019年 | 馬來西亞羽毛球公開賽     | 超級750賽  | 男子單打 | 冠軍   |
| 2019年 | 紐西蘭羽毛球公開賽       | 超級300賽  | 男子單打 | 準決賽 |
| 2019年 | 韓國羽毛球大師賽         | 超級300賽  | 男子單打 | 亞軍   |

| 2007-2017年 | 首要超級賽 | 超級賽 | 黃金大獎賽 | 大獎賽 | 國際挑戰賽 | 國際系列賽 | 未來系列賽 | 其他 |

| 2018-2026年 | 總決賽 | 超級1000賽 | 超級750賽 | 超級500賽 | 超級300賽 | 超級100賽 | 國際挑戰賽 | 國際系列賽 | 未來系列賽 | 其他 |

### 2000年–2010年
| 排名       | 赛事 | 时间 | 地点                                |
| ---------- | ---- | ---- | ----------------------------------- |
| 国际级赛事 |      |      |                                     |
| 1          | 单打 | 2010 | 世界羽联超级系列赛—中国大师赛       |
| 1          | 单打 | 2009 | 世界羽联超级系列赛—中国公开赛       |
| 1          | 单打 | 2009 | 世界羽联超级系列赛—法国公开赛       |
| 1          | 单打 | 2009 | 世界羽联超级系列赛—中国大师赛       |
| 1          | 单打 | 2009 | 世界羽联超级系列赛—全英公开赛       |
| 1          | 单打 | 2008 | 世界羽联超级系列赛—中国公开赛       |
| 1          | 单打 | 2008 | 世界羽联黄金大奖赛—泰国公开赛       |
| 1          | 单打 | 2008 | 世界羽联超级系列赛—瑞士公开赛       |
| 1          | 单打 | 2007 | 世界羽联超级系列赛—香港公开赛       |
| 1          | 单打 | 2007 | 世界羽联超级系列赛—丹麦公开赛       |
| 1          | 单打 | 2007 | 世界羽联超级系列赛—中国大师赛       |
| 1          | 单打 | 2007 | 世界羽联超级系列赛—全英公开赛       |
| 1          | 单打 | 2007 | 世界羽联黄金大奖赛—德国公开赛       |
| 1          | 单打 | 2007 | 世界羽联超级系列赛—韩国公开赛       |
| 1          | 单打 | 2006 | 世界羽毛球系列大奖赛—日本公开赛     |
| 1          | 单打 | 2006 | 世界羽毛球系列大奖赛—香港公开赛     |
| 1          | 单打 | 2006 | 世界羽毛球系列大奖赛—澳门公开赛     |
| 1          | 单打 | 2006 | 世界羽毛球系列大奖赛—中华台北公开赛 |
| 1          | 单打 | 2006 | 世界羽毛球系列大奖赛—全英公开赛     |
| 1          | 单打 | 2005 | 世界羽毛球系列大奖赛—香港公开赛     |
| 1          | 单打 | 2005 | 世界羽毛球系列大奖赛—中国大师赛     |
| 1          | 单打 | 2005 | 世界羽毛球系列大奖赛—日本公开赛     |
| 1          | 单打 | 2005 | 世界羽毛球系列大奖赛—德国公开赛     |
| 1          | 单打 | 2004 | 世界羽毛球系列大奖赛—中国公开赛     |
| 1          | 单打 | 2004 | 世界羽毛球系列大奖赛—德国公开赛     |
| 1          | 单打 | 2004 | 世界羽毛球系列大奖赛—丹麦公开赛     |
| 1          | 单打 | 2004 | 世界羽毛球系列大奖赛—全英公开赛     |
| 1          | 单打 | 2004 | 世界羽毛球系列大奖赛—瑞士公开赛     |
| 1          | 单打 | 2003 | 世界羽毛球系列大奖赛—中国公开赛     |
| 1          | 单打 | 2003 | 世界羽毛球系列大奖赛—香港公开赛     |
| 1          | 单打 | 2003 | 世界羽毛球系列大奖赛—丹麦公开赛     |
| 1          | 单打 | 2002 | 世界羽毛球系列大奖赛—韩国公开赛     |
| 2          | 单打 | 2010 | 世界羽联超级系列赛—日本公开赛       |
| 2          | 单打 | 2009 | 世界羽联超级系列赛—瑞士公开赛       |
| 2          | 单打 | 2008 | 世界羽联超级系列赛—香港公开赛       |
| 2          | 单打 | 2008 | 世界羽联超级系列赛—全英公开赛       |
| 2          | 单打 | 2008 | 世界羽联超级系列赛—韩国公开赛       |
| 2          | 单打 | 2006 | 世界羽毛球系列大奖赛—马来西亚公开赛 |
| 2          | 单打 | 2005 | 世界羽毛球系列大奖赛—马来西亚公开赛 |
| 2          | 单打 | 2005 | 世界羽毛球系列大奖赛—全英公开赛     |
| 2          | 单打 | 2003 | 世界羽毛球系列大奖赛—德国公开赛     |
| 2          | 单打 | 2003 | 世界羽毛球系列大奖赛—日本公开赛     |
| 2          | 单打 | 2001 | 世界羽毛球系列大奖赛—丹麦公开赛     |
| 青年比赛   |      |      |                                     |
| 1          | 单打 | 2001 | 荷兰青年公开赛                      |
| 1          | 单打 | 2001 | 德国青年公开赛                      |
| 1          | 团体 | 2000 | 世界青年锦标赛                      |
| 1          | 团体 | 2000 | 亚洲青年锦标赛                      |
| 1          | 单打 | 2000 | 亚洲青年锦标赛                      |
| 3          | 单打 | 2000 | 世界青年锦标赛                      |

### 奧運會和世錦賽參賽紀錄
|          | 2003 | 2004 | 2005 | 2006 | 2007 | 2008 | 2009 | 2010 | 2011 | 2012 | 2013 | 2014 | 2015 | 2016   | 2017 | 2018 | 2019 |
| -------- | ---- | ---- | ---- | ---- | ---- | ---- | ---- | ---- | ---- | ---- | ---- | ---- | ---- | ------ | ---- | ---- | ---- |
| 男子單打 | 16強 | 32強 | 亞軍 | 冠軍 | 冠軍 | 金牌 | 冠軍 | 8強  | 冠軍 | 金牌 | 冠軍 | －   | 8強  | 第四名 | 亞軍 | 16強 | 32強 |

## 節目嘉賓
| 年份 | 日期  | 電視台   | 節目名稱                | 備註                      |
| ---- | ----- | -------- | ----------------------- | ------------------------- |
| 2012 | 12.31 | 东方衛視 | 东方卫视2013跨年盛典    | 霹雳舞、羽毛球Style       |
| 2014 | 03.14 | 江蘇衛視 | 最強大腦                | 中外PK賽（中國vs.意大利） |
| 2014 | 09.06 | 浙江衛視 | 12道锋味                | 未知                      |
| 2015 |       | 東方衛視 | 报告！教练              | 教练                      |
| 2016 | 05.15 | 浙江衛視 | 來吧冠軍第一季          | 羽毛球                    |
| 2017 | 11.19 | 江蘇衛視 | 蒙面唱將猜猜猜 (第二季) |                           |
| 2020 | 07.11 | 湖南衛視 | 運動吧少年              | 運動領隊                  |
| 2020 | 11.06 | 湖南衛視 | 嗨唱轉起來第二季        |                           |

## 著作
《直到世界盡頭》，2012年，鳳凰出版社。ISBN 978-755-061-468-0